# 623031 Cartaya
623031 Cartaya è un asteroide della fascia principale. Scoperto nel 2015, presenta un'orbita caratterizzata da un semiasse maggiore pari a 2,476170 UA e da un'eccentricità di 0,203799, inclinata di 1,839322° rispetto all'eclittica.